# 鹅毛竹
鹅毛竹（学名：Shibataea chinensis）为禾本科倭竹属下的一个种。

## 扩展阅读
- 維基物種上的相關：鹅毛竹